# Mycaranthes obliqua
Mycaranthes obliqua är en orkidéart som beskrevs av John Lindley. Mycaranthes obliqua ingår i släktet Mycaranthes och familjen orkidéer. Inga underarter finns listade i Catalogue of Life.